# Voo Taban Air 6437
O voo 6437 da Taban Air é uma linha doméstica iraniana que tornou-se conhecida pelo acidente ocorrido em 24 de janeiro de 2010. A aeronave envolvida, um Tupolev Tu-154, incendiou-se durante a aterrissagem no Aeroporto Internacional de Mashhad, na cidade iraniana homônima. Todos os 170 ocupantes a bordo saíram com vida.

## Aeronave
A aeronave envolvida foi um Tupolev Tu-154M. Seu registro era RA-85787. O primeiro voo foi em 1993.

## Acidente
O voo 6437 estava sendo operado pela Kolavia em nome da Taban Air. Segundo o porta-voz da Agência Iraniana de Aviação Civil, o avião havia deixado a cidade de Abadã, no sudoeste do Irã, no sábado, dia 23, mas o mau tempo forçou a aeronave a pousar no aeroporto de Isfahan pela noite. No domingo, dia 24, o avião partiu para Mashhad, onde passou por intenso nevoeiro, incendiando-se durante a aterrissagem. Todos os passageiros e tripulantes sobreviveram ao acidente, mas resultando em pelo menos 46 feridos.

## Investigação
A Agência Iraniana de Aviação Civil abriu uma investigação para o acidente. O Certificado de Operação Aérea da Taban Air foi temporariamente suspenso.